# Severni Marijanski otoki
Severni Marijanski otoki so državna zveza na strateški lokaciji v Severnem Tihem oceanu v politični uniji z Združenimi državami Amerike. Sestavlja jo 14 otokov severovzhodno od Filipinov, na 15°12'S, 145°45'V. Otočje vključuje otoke Saipan, Rota in Tinian, in skupaj meri okrog 477 km². Najboljši pristanišči imata Saipan in Tinian.